# Szarotka Nowy Targ
Szarotka Nowy Targ – polski klub unihokejowy z siedzibą w Nowym Targu, założony w 1998 roku. Klub ten jako jedyny w Polsce posiada w swym dorobku aż 11 tytułów Mistrza Polski mężczyzn i jeden tytuł mistrzowski kobiet. W początkach działalności w klubie działały trzy sekcje - unihokeja, piłki nożnej oraz hokeja na rolkach, obecnie pozostała tylko sekcja unihokeja.

## Sukcesy

### Krajowe
Ekstraliga polska w unihokeju mężczyzn
- 1.miejsce( 11 x ): 1999/00, 2000/01, 2001/02, 2002/03, 2003/04, 2004/05, 2005/06, 2006/07, 2007/08, 2008/09, 2009/10
- 2.miejsce( 7 x ): 1998/99, 2010/11, 2011/12, 2013/14, 2015/16, 2020/21, 2021/22
- 3.miejsce( 6 x ): 1997/98, 2012/13, 2014/15, 2016/17, 2019/2020, 2022/2023

Juniorzy starsi
- 1.miejsce( 3 x ): 2002/03, 2003/04, 2004/05
- 2.miejsce( 1 x ): 2001/02

Ekstraliga polska w unihokeju kobiet
- 1.miejsce( 1 x ): 2003/04.
- 2.miejsce( 2 x ): 2002/03, 2004/05

## Skład

### Skład mężczyzn w sezonie 2014/15
| Nr         | Imię i nazwisko      | Rok       |
| Bramkarze  | Bramkarze            | Bramkarze |
| ---------- | -------------------- | --------- |
|            | Gabriel Czeladziński |           |
|            | Jakub Udziela        |           |
|            | Wojciech Batkiewicz  |           |
|            | Hubert Tylecki       |           |
| Obrońcy    |                      |           |
|            | Jarosław Lech        |           |
|            | Sebastian Kwak       |           |
|            | Tomasz Ryś           |           |
|            | Adam Sawina          |           |
|            | Robert Frysztak      |           |
|            | Grzegorz Panek       |           |
|            | Jakub Słowakiewicz   |           |
|            | Rafał Zacher         |           |
|            | Kamil Barszczewski   |           |
|            | Bartłomiej Kowalczuk |           |
| Napastnicy |                      |           |
|            | Lesław Ossowski      |           |
|            | Bartłomiej Augustyn  |           |
|            | Łukasz Chlebda       |           |
|            | Kacper Luberda       |           |
|            | Aleksander Hamrol    |           |
|            | Szymon Jachymiak     |           |
|            | Łukasz Ślusarek      |           |
|            | Piotr Ligas          |           |

## Pozostałe sekcje

### Sekcja piłkarska
- Rok powstania – 2000
- Rok zakończenia - 2009

Obecnie drużyna występuje pod nazwą Podhale Nowy Targ. Podhale II Nowy Targ gra w tej chwili w C-klasie.
Boisko
- Nazwa: Stadion Miejski Letni im. Józefa Piłsudskiego
- Adres: ul. Kolejowa 161, 34-400 Nowy Targ

Sukcesy
- Najwyższy poziom ligowy: A klasa (2003-2009, 2011-?)
- Półfinał Pucharu Polski, grupa: Małopolski ZPN - Nowy Sącz - Podhale (2 razy): 2005, 2006.

### Sekcja hokeja na rolkach
- Rok powstania - 2000

 Sukcesy 
- Wicemistrz Polski (1 raz): 2001